# Zigliara
Zigliara (en cors Zigliara) és un municipi francès, situat a la regió de Còrsega, al departament de Còrsega del Sud. L'any 1999 tenia 125 habitants.

## Demografia
| 1962 | 1968 | 1975 | 1982 | 1990 | 1999 |
| ---- | ---- | ---- | ---- | ---- | ---- |
| 224  | 242  | 229  | 232  | 142  | 125  |
|      |      |      |      |      |      |

## Administració
| Període   | Identitat           | Partit | Qualitat |
| --------- | ------------------- | ------ | -------- |
| 2001-2008 | Joséphine Chiarelli |        |          |